# آدم زوبين
آدم زوبين (بالإنجليزية: Adam Szubin)‏ شغل منصب وزير الخزانة بالإنابة بالولايات المتحدة في الفترة من 20 يناير 2017 حتى 13 فبراير 2017. وأصبح أمين السر بعد استقالة وزير الخزانة جاك ليو ونائب وزير الخزانة سارة بلوم راسكين. وعمل سابقًا في منصب وكيل الأمين العام لشؤون الإرهاب والاستخبارات المالية. في أبريل 2017، انضم إلى مكتب محاماة سوليفان & كرومويل.